# Idas sommarvisa
Idas sommarvisa, auch Du ska inte tro det blir sommar, (deutsch Idas Sommerlied auch Glaub nicht, von allein würd’ es Sommer) ist ein schwedisches Kinderlied, das von Astrid Lindgren geschrieben wurde. Die Melodie stammt von Georg Riedel. Das aus drei Strophen bestehende Lied wurde 1973 im Film Immer dieser Michel 3. – Michel bringt die Welt in Ordnung von Lena Wisborg (als Ida) gesungen.
Das Lied ist in Schweden so beliebt, dass es in allen Schulen als „Schulabschlusslied“ vor den Sommerferien gesungen wird. Die schwedische Vikingrock-Band Ultima Thule veröffentlichte 1994 eine Coverversion.

## Inhalt
Das Lied besingt, dass der Sommer nicht von alleine kommt und was alles zu tun ist, um ihn in Fahrt zu bringen. Die Sängerin lässt also den Schnee schmelzen, die Bäche wieder fließen, die Natur grünen und blühen, die Schwalben fliegen und macht den Abendhimmel rosig-schön. Die Kinder bekommen Beeren und Orte zum Toben, damit sie „voll von Sommer“ werden.